# Кожевников, Игорь Николаевич
Игорь Николаевич Кожевников (21 декабря 1940, Ленинград — 28 января 2022) заместитель Министра внутренних дел РФ — начальник Следственного комитета МВД, генерал-полковник юстиции.
Родился в 1940 г. в Ленинграде.
В 1959—1962 гг. на армейской службе.
С 1963 г. на службе в МВД СССР. Заочно окончил юридический факультет МГУ (1968).
- 1963—1964 оперуполномоченный уголовного розыска Василеостровского райотдела милиции, с
- 1964—1972 следователь, старший следователь, с 1967 г. — следователь по особо важным делам Следственного управления МООП РСФСР — МВД СССР.
- 1972-? старший следователь по особо важным делам Следственного отдела Специального управления МВД СССР.
- заместитель начальника Следственного отдела Специального управления МВД СССР;
- начальник штаба Специального управления МВД СССР;
- 198.-1985 заместитель начальника 8-го Главного управления МВД СССР;
- 1985-? заместитель начальника Главного следственного управления МВД СССР;
- ?-1991 первый заместитель начальника Главного следственного управления МВД СССР;
- 14 сентября — декабрь 1991 заместитель министра внутренних дел СССР — начальник Главного следственного управления МВД СССР;
- 1992—1994 заместитель Министра внутренних дел Российсҡой Федерации — начальник Следственного комитета;
- 1994—1996 первый заместитель Министра внутренних дел Российсҡой Федерации — начальник Следственного комитета;
- 1996—1999 заместитель Министра внутренних дел Российсҡой Федерации — начальник Следственного комитета.

Руководил Следственным комитетом с 29 января 1992 по 1 апреля 1999 года. Указом Президента РФ от 1 апреля 1999 г. отправлен в отставку.
Звания:
- Генерал-майор милиции (01.11.1989);
- Генерал-лейтенант милиции (08.11.1992);
- Генерал-полковник юстиции.

Заслуженный юрист России (указ от 4 ноября 1993 года).
Умер 28.01.2022 после тяжелой и продолжительной болезни. Похоронен на Троекуровском кладбище.
Семья: жена, сын и дочь.